# Garnowo Duże
Garnowo Duże is een plaats in het Poolse district  Ciechanowski, woiwodschap Mazovië. De plaats maakt deel uit van de gemeente Gołymin-Ośrodek en telt 240 inwoners.